# Zheng Churan
Zheng Churan (geboren 1989) ist eine Menschenrechtsverteidigerin und Frauenrechtsaktivistin in China. Zheng Churan organisierte LGBT-Veranstaltungen (u. a. Pride Parade) und Kampagnen für Frauenrechte. Am 6. März 2015 wurde sie mit vier weiteren Aktivistinnen der Womens Rights Action Group inhaftiert, kurz bevor sie Veranstaltungen gegen sexuelle Belästigungen am Internationalen Frauentag geplant hatten. Sie wurde 2016 als in die BBC-Liste von einflussreichen und inspirierenden Frauen aufgenommen.

## Leben
Die LGBT-Aktivistin Zheng Churan studierte Soziologie in China. Im Alter von 24 Jahren stieß sie bei einem Workshop erstmals auf den Begriff "Feminismus", der in China zwei verschiedene Bedeutungen hat: Der eine bezieht sich auf "Recht" und "Macht", der andere auf "weibliche Studien". In der Folge lernte sie bei einem Workshop Lu Pin und andere Aktivisten kennen, die später als "Feministische Fünf" bekannt wurden.
Am 6. März 2015 wurde Zheng Churan im Vorfeld des Internationalen Frauentages gemeinsam mit vier weiteren Aktivistinnen verhaftet. Sie hatten öffentliche Veranstaltungen in mehreren Städten Chinas geplant, bei denen sie ein Ende der sexuellen Belästigung in öffentlichen Verkehrsmitteln fordern wollten. Die Frauenrechtlerinnen hatten Aufkleber mit der Aufschrift „Stoppt sexuelle Belästigung, wir wollen Sicherheit“ und „Los Polizei, verhaftet Sexualstraftäter!“ gedruckt, die sie im Rahmen der Veranstaltungen verteilen wollten. Von den Sicherheitsbehörden wurden sie jedoch beschuldigt, „Streit angefangen und Ärger provoziert zu haben“.
Aufgrund einer nationalen und internationalen Protestwelle unter Beteiligung von sozialen Medien wurden die insgesamt fünf Frauenrechtlerinnen am 13. April 2015 gegen Kaution freigelassen.